# Mr. Stitch : Le voleur d'âmes
Pour plus de détails, voir Fiche technique et Distribution.
Mr. Stitch : Le voleur d'âmes ou 88 Visages au Québec (Mr. Stitch) est un téléfilm de science-fiction américain réalisé par Roger Avary, diffusé en 1995 à la télévision. Il était prévu initialement pour le cinéma.

## Synopsis
Le docteur Wakeman et son équipe créent un être qu'ils appellent Lazare à partir de membres de soldats morts. Celui-ci s'éveille au monde, dans une salle blanche sans fin, accompagné d'un œil volant qui le surveille. Il grandit, avec l'impression d'être un monstre, entre conflits avec son "père" le docteur Wakeman et séances de psychanalyse avec le docteur Elizabeth English, auquel il n'est pas indifférent.
Au fur et à mesure, des souvenirs semblent remonter à la surface, des souvenirs d'une vie antérieure. Petit à petit, il apprend la vérité : il est le résultat d'une expérience visant à créer des super soldats, à partir de corps morts de soldats défunts au combat. Et son cerveau appartenait à l'ancien fiancé du docteur English, auquel il finit par s'identifier complètement.
Dans un accès de démence il s'enfuit du laboratoire et après une course poursuite, termine chez le docteur English, qui n'arrive pas à retrouver complètement son amour passé en lui. Comprenant qu'il n'a pas de raison de vivre, il retourne au laboratoire et le sabote. Après un conflit avec le général responsable du projet, qu'il tue, il se sacrifie pour faire exploser le laboratoire et éviter qu'on retente son expérience.

## Fiche technique
Sauf indication contraire, les informations mentionnées dans cette section peuvent être confirmées par la base de données cinématographiques IMDb,  présente dans la section « Liens externes ».
- Titre original : Mr. Stitch
- Titre français : Mr. Stitch : Le voleur d'âmes
- Titre québécois : 88 Visages
- Réalisation et scénario : Roger Avary
- Décors : Damien Lanfranchi
- Costumes : Zhale Olov
- Photographie : Tom Richmond
- Cascades : Rémy Julienne
- Montage : Sloane Klevin
- Musique : Tomandandy
- Production : Roger Avary, Rutger Hauer et Morgan Mason
- Sociétés de production : Studio Megaboom et Rysher Entertainment
- Sociétés de distribution : n/a
- Budget : n/a
- Pays d'origine :  États-Unis
- Langue originale : anglais
- Format : couleur -
- Genre : science-fiction
- Durée : 99 minutes
- Dates de sortie[2] :
  -  États-Unis : 1995 (première diffusion à la télévision sur Syfy[3])
- Classification :

 États-Unis : PG-13 en raison de ces scènes de violence

## Distribution
- Rutger Hauer (VF : Michel Vigné) : Dr. Rue Wakeman
- Wil Wheaton : Lazare (Lazarus en VO)
- Stevo Polyi : Stevo
- Rowland Wafford : Rowland
- Richard Louderback : Soldat au Crâne Rouge
- Kevin White : Soldat Zealous
- Luke Stratte-McClure : Thorn Gardener
- Al Sapienza : Clay Gardener
- Valarie Trapp : Sandy Gardener
- Nia Peeples : Dr. Elizabeth English
- Ron Perlman : Dr. Frederick Texarian
- Taylor Negron : Dr. Al Jacobs
- Michael Harris : le général Hardcastle
- Ron Jeremy : le lieutenant Periainkle
- Tom Savini : un ingénieur

## Production
Le tournage a lieu sur la Côte d'Azur : ainsi les scènes d'intérieur ont été tournées studios de la Victorine, les extérieurs du laboratoire à l'Observatoire de Nice et la course-poursuite dans l'arrière pays niçois.
Le tournage est perturbé par un conflit entre le réalisateur Roger Avary et l'acteur Rutger Hauer, également coproducteur exécutif. Ce dernier demande en permanence des modifications du scénario. Roger Avary finit donc par le renvoyer du plateau. Ainsi, son personnage, pourtant central, disparaît hors-champ. Le scénario est donc largement réécrit pour compenser le renvoi de l'un des acteurs principaux. Wil Wheaton, interprète de Lazarus, accusera plus tard Rutger Hauer d'être responsable de l'échec du film.

## Vidéo
En France, il sort en DVD le 18 août 2001.